# Krauss-Maffei
A KraussMaffei Group Parsdorf (ma Vaterstetten község része) székhelyű gépipari vállalat, amely 2016 áprilisa óta a kínai ChemChina állami vállalat és a Guoxin International szuverén vagyonalap közös tulajdonában van. A csoport gyökerei az 1838-ban Münchenben alapított Hirschaui Vasműre (Eisenwerk Hirschau) vezethetők vissza, amely később a J.A. Maffei Mozdony- és Gépgyárrá alakult át, majd 1931-ben egyesült az 1867-ben alapított Krauss & Comp. Mozdonygyárral.

## Történet
Miután Georg Krauß a zürichi székhelyű Schweizerische Nordostbahn vasúttársaságnál vezető gépészeként megszerezte az első mozdonyépítési tapasztalatait, elhatározta, hogy Münchenben mozdonygyárat alapít. Krauß 1865 májusában Münchenbe és Augsburgba utazott, hogy tisztázza a gyár finanszírozást. Joseph Anton von Maffei, a szintén müncheni székhelyű Eisenwerke Hirschau, a későbbi J.A. Maffei Mozdony- és Gépgyár alapítója és tulajdonosa ellenezte Krauß mozdonygyár-alapítási elképzelését. Ennek okán Krauß csak hosszas tárgyalások után tudott megszerezni egy 16,5 hektáros telket az Arnulfstraße és a Maillingerstraße sarkán, az úgynevezett Marsfelden, nem messze a főpályaudvartól.
1866. március 9-én megkapták az engedélyt a gyár építésére, az alapkő-letételre 1866. július 17-én került sor. A Lokomotivfabrik Krauss & Comp. betéti társaságot is ezen a napon alapították. Kezdetben egy eszterga- és egy lakatosműhelyt, egy kalapácsmalmot, egy szerelőcsarnokot és egy festőműhelyt építettek. A hivatalos alapítási ünnepségre 1866. november 6-án került sor. Ekkorra a J.A. Maffei már 600 mozdonyt szállított le.

### 19. század

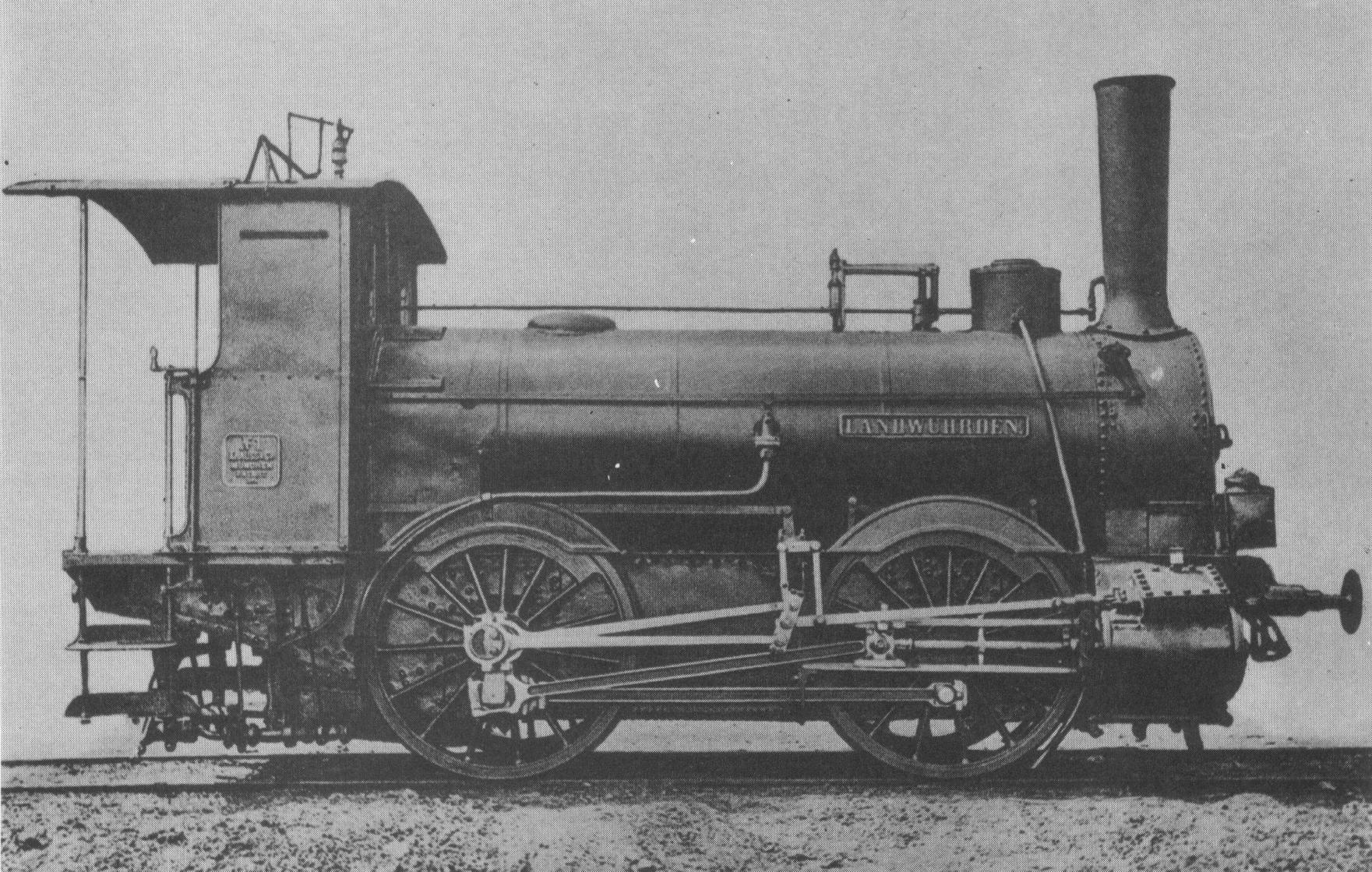
A „Landwührden”, a Krauss & Comp. által gyártott első mozdony

1867. március 15-én átadták a vállalat első mozdonyát, a Landwührdent a Großherzoglich Oldenburgische Staatseisenbahnennek. Két nappal korábban Krauss bajor szabadalmat kapott az úgynevezett „Krauss-rendszerre”, amelynek fő jellemzője a víztartályos keret volt. Ez a rendszer később a Krauss & Comp. védjegyévé vált. 1867-ben a párizsi világkiállításon a Landwührden megkapta a Nagy Aranyérmet, a kiállított mozdonyok között odaítélt legrangosabb kitüntetést. Ez a siker a Krauss & Comp. nemzetközi áttöréséhez vezetett, különösen a keskeny nyomtávú és a kleinbahn mozdonyok gyártása terén. A vállalat 1871. január 28-án átadta a 100. mozdonyát, melyet 1872 végén követett a 200. mozdony, az 500. mozdonyt pedig 1875 közepén szállították le.
A keskeny nyomtávú mozdonyok iránti növekvő kereslet kielégítésére Krauß 1872-ben a Münchner Südbahnhofon egy fióküzemet építtetett. Az alapkövet 1872. május 31-én tették le a Lindwurmstraßén. Miután az Osztrák–Magyar Monarchia új vámokat vezetett be, Krauß a fontos piac elvesztésének megelőzése érdekében 1880. szeptember 1-jén Linz an der Donau városában Lokomotivfabrik Krauss & Comp. Linz néven megalapította a harmadik mozdonygyártó üzemét. 1882-ben átadták a Krauss & Comp. 1000. mozdonyát.
Miután Georg Krauß egyetlen fia, Konrad 1885. október 20-án Antwerpenben balesetben meghalt, Krauß a betéti társaságot 1886 végén részvénytársasággá alakította át. Krauß visszavonult a vállalat aktív vezetésétől, de 1906. november 5-én bekövetkezett haláláig a felügyelőbizottság elnöke maradt.
A Krauss & Comp. mozdonygyár a századfordulóra összesen mintegy 4100 mozdonyt gyártott. Ebből megközelítőleg 2500-at Németországban, illetve körülbelül 1100-at pedig az Osztrák–Magyar Monarchiában értékesítettek.

#### Helyi vasutak építése és üzemeltetése
Amikor 1873-ban a nagy gazdasági világválság miatt a mozdonyok eladása meredeken visszaesett, Krauß úgy döntött, hogy további támaszként helyi vasutakat épít. Az 1870-es évek közepére megépültek a legfontosabb fővonalak, és megkezdődtek a vidéki mellékvonalak megnyitásának munkálatai. A lóvontatású villamosokat is ekkor váltották fel a gőzvontatásúak. A helyi vasutak építésével a Krauß elősegíthette saját mozdonyainak értékesítését.
A Krauss & Comp. 1878-tól a Szász–Weimar–Eisenach nagyhercegségben Feldabahn néven keskeny nyomtávú vasutat épített. 1887-ben a Krauss & Comp. az addig épített vasútvonalakat és azok üzemeltetését átadta az újonnan alapított Lokalbahn Aktien-Gesellschaft (LAG) részére, ami később kizárólag Krauss-mozdonyokat vásárolt.

### 20. század

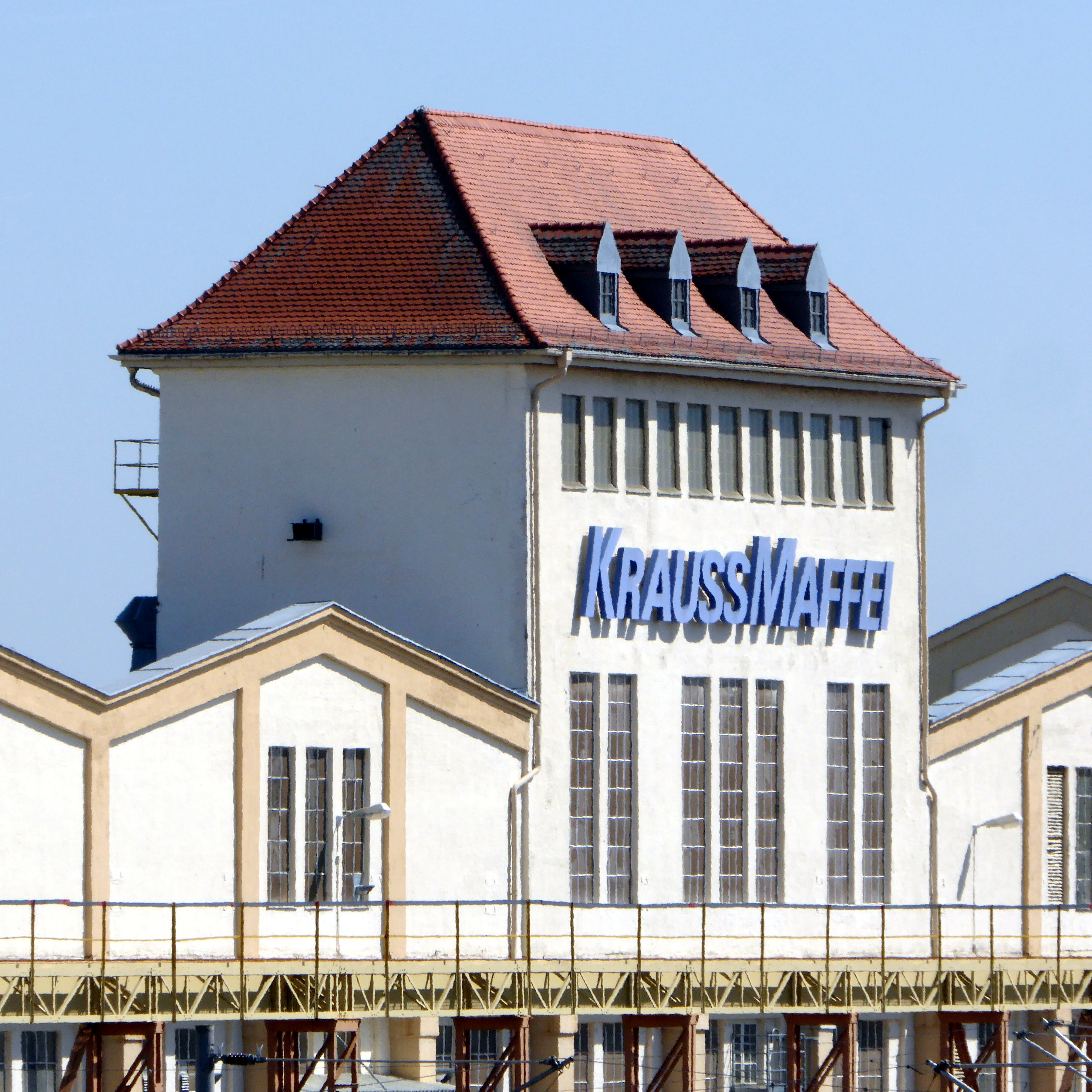
A vállalat épülete Allachban

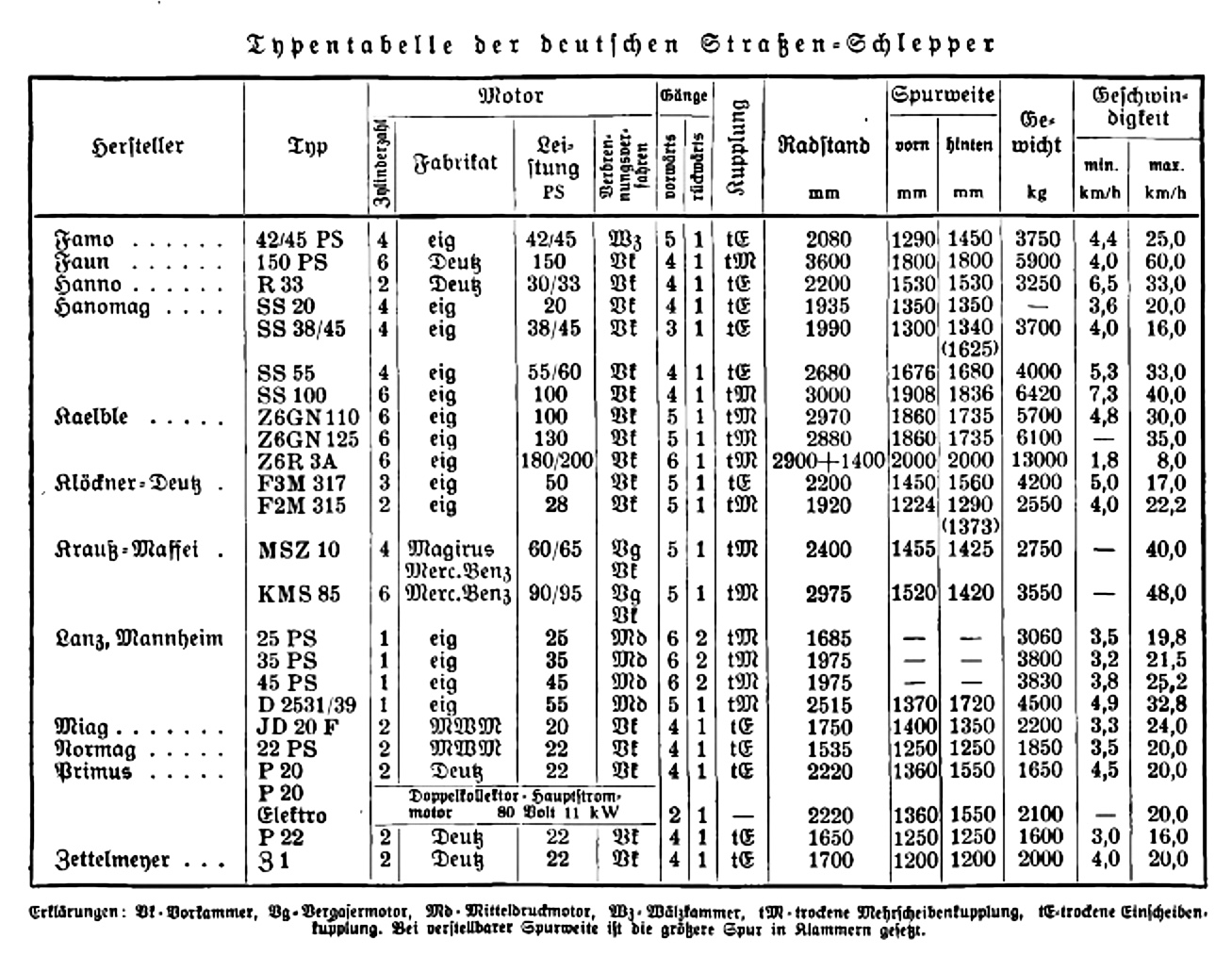
A közúti vontatójármű műszaki részletei

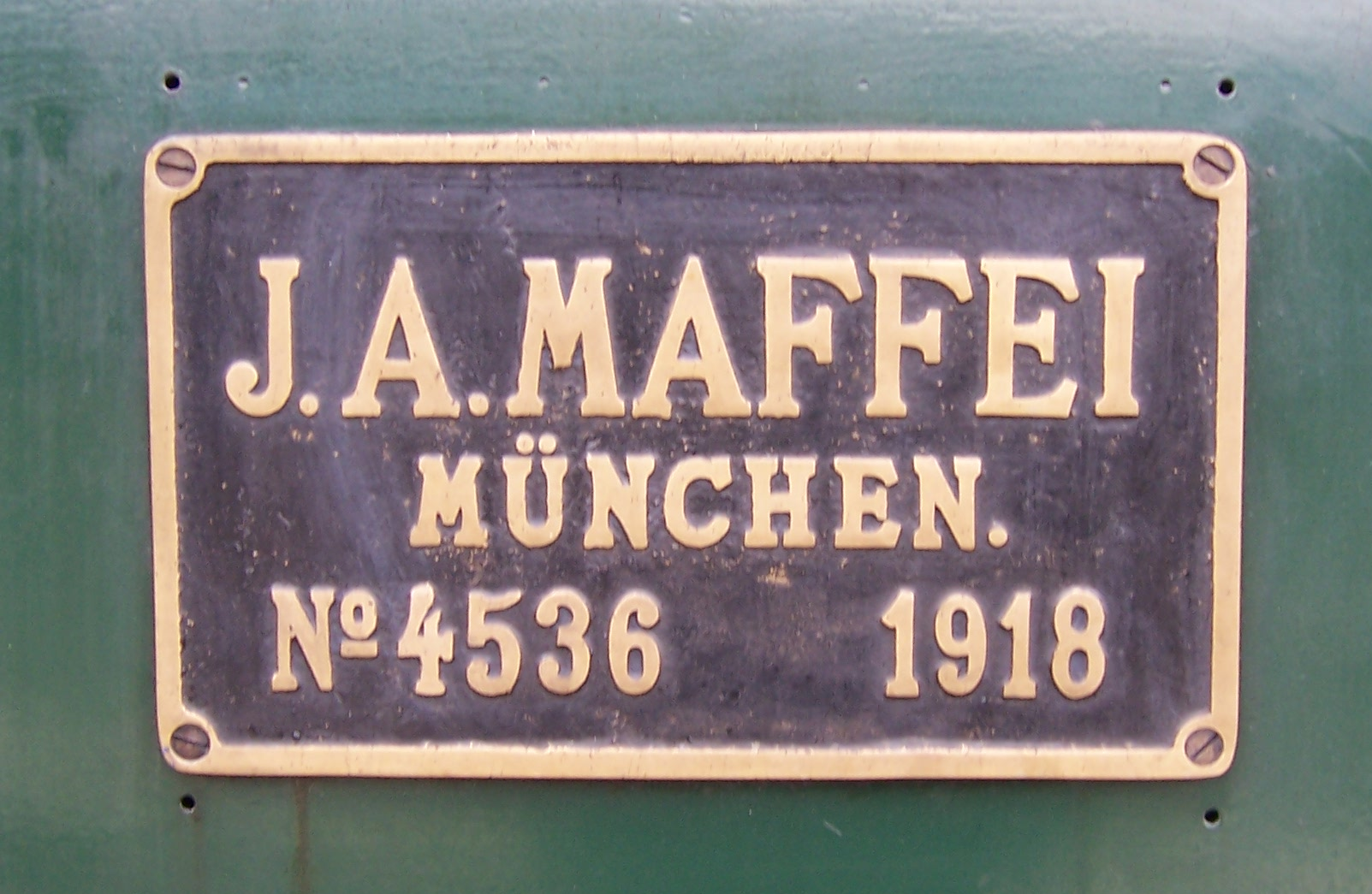
A J. A. Maffei mozdonygyár táblája egy gőzmozdonyon (18 478)

A Maffei 1908-ban gőzhengerek gyártásával kezdett foglalkozni. 1927-ben a Maffei francia licenc alapján megkezdte a közúti vontatójárművek  gyártását. A Krauss az 1920-as évek végén a svájci Berna céggel együttműködve tehergépkocsik gyártásával is foglalkozott.
1930-ban a J.A. Maffei Mozdony- és Gépgyár a nagy gazdasági világválság következtében fizetésképtelenné vált, majd a következő évben felvásárolta a Krauß & Comp., létrehozva ezzel a Krauss-Maffeit. A két vállalat ezt megelőzően mind különböző típusú mozdonyok vezető német gyártója volt. A Krauss-Maffei-cégegyesítés után 1938-ban a Maffei münchen-hirschaui gyárat bezárták, és a Krauss 60 hektáros münchen-allachi telephelyet bővítették.
A náci diktatúra idején az úgynevezett „keleti munkásokon” kívül a München környéki több mint 400 táborból és szálláshelyről hadifoglyokat és koncentrációs táborok rabjait is besorozták kényszermunkára. Ők tették ki a munkaerő többségét. 1942 végén a vállalat 8849 alkalmazottat foglalkoztatott, ebből 3943 német alkalmazott volt. A besorozott külföldiek száma 3543 volt, köztük sok olasz. A cégnél 1363 hadifogoly is dolgozott, különösen franciák (1940-től) és oroszok (1941-től).
A második világháború után a Krauss-Maffei megbízást kapott az amerikai katonai kormányzati hivataltól, hogy a München-Allachban található gyárában autóbuszokat építsen. A gyártási engedélyt 1945. november 14-én 200 járműre adták meg. Az autóbuszok tervezése és gyártása egészen az 1960-as évekig fontos üzletágnak bizonyult, de közvetlenül a háború után mozdonyok javítására és új kismozdonyok és 30 vontatóegység építésére is sor került. A Krauss-Maffei 1964-ben felvásárolta a weißenburgi Eckert & Ziegler GmbH, majd 1992-ben näfelsi Netstal-Maschinen AG fröccsöntőgép-gyártó vállalatokat. 1986-ban a csoport műanyagipari részlegét kiszervezték a Krauss-Maffei Kunststofftechnik GmbH nevű vállalatba. A Krauss-Maffei a wetzlari székhelyű Buderus csoporthoz (K. F. Flick csoport) tartozott, majd 1989 és 1996 között fokozatosan a Mannesmann csoporthoz került, és 1999-ben a Mannesmann DEMAG-gal egyesült, megalapítva ezzel a Mannesmann Demag Krauss-Maffei nevű vállalatot.

### 21. század
A Mannesmann telekommunikációs részlege az 1990-es években rendkívül sikeres volt, ezért a vállalat 1999-ben kidolgozott egy tervet a többi részlegének kiszervezésére, azonban mielőtt ezt meg tudta volna valósítani 2000-ben a Vodafone 190 milliárd euróért felvásárolta a csoportot. A telekommunikációs részleget beolvasztották a Vodafone-ba, míg a többi részleget eladták. A Mannesmannröhren-Werke AG csőgyárat és a Mannesmann márkanevet a Salzgitter AG szerezte meg, a többi ipari alvállalatot, így a Mannesmann Dematicet, a Mannesmann Demag Krauss-Maffeit, a Mannesmann Sachst, a Rexrothot és a VDO Adolf Schindlinget kiszervezték az Atecs Mannesmannba, majd később a Bosch és a Siemens felvásárolta annak részlegeit. A Krauss-Maffei márkanév az 1986-ban kiszervezett Krauss-Maffei Kunststofftechnik GmbH műanyagipari gépgyártó, a Krauss-Maffei mozdonygyártó részlege a Siemens, míg a védelmi részlege a Krauss-Maffei Wegmann birtokába került. A Siemens 2002-ben 1,69 milliárd amerikai dollárért eladta az MPM és annak leányvállalatainak (Berstorff, Billion, Demag Ergotech és Van Dorn Demag, Krauss-Maffei Kunststofftechnik, Netstal) részvényeinek 81 százalékát az amerikai Kohlberg Kravis Roberts befektetési társaságnak.
A vállalat 1957 óta gyárt fröccsöntőgépeket. A Krauss-Maffei műanyagipari gépgyártása 1986 óta részvénytársasági formában működik. Ebben az időben a vállalatba integrálták a fröccsöntési és extrudálási ipar számos szakosodott vállalatát, köztük a gumi- és rotációs fröccsöntésre specializálódott Maschinenfabrik Seidl GmbH-t is. 1998 januárjában ez a részleg a müncheni Mannesmann Plastics Machinery GmbH (MPM) alá került. Az MPM-et 2006-ban eladták az amerikai Madison Capital Partners befektetési társaságnak, és 2007 vége óta KraussMaffei AG néven működik és KraussMaffei Technologies GmbH néven egy leányvállalata is volt.
2012-ben a kanadai Onex Corporation pénzügyi befektető 568 millió euróért felvásárolta a vállalatot, ami 2016-ig volt a tulajdonában.
Történelmileg a KraussMaffei csoport független konglomerátum volt, amely többek között a védelmi és a közlekedési technológiák területén tevékenykedett. A csoport egykori münchen-allachi telephelyén működik a Krauss-Maffei Wegmann (védelmi technológia) és a Siemens Mobility (közlekedési technológia), melyek egykor a csoport részei voltak, azonban ma már jogilag függetlenek és más vállalatokhoz tartoznak.

### 2016–napjainkig: Kínai tulajdonban
A Krauss-Maffeit 2016 áprilisában 925 millió euróért felvásárolta a ChemChina kínai állami vállalat, a Guoxin International kínai állami vagyonalap és az AGIC Capital kínai magántőke-befektető cég. A vállalatot 2018 vége óta KraussMaffei Company Ltd. néven jegyzik a sanghaji tőzsdén. A tranzakciót követően a ChemChina a részvények körülbelül 60 százalékát birtokolta, a Guoxin International kínai állami vagyonalap mintegy 15 százalékot, a fennmaradó rész pedig a szabad részvényekből állt. Ezzel egyidejűleg a ChemChina Kínában fokozta a termelést; a vállalat többségi tulajdonában lévő Qingdao Tianhua Institute of Chemistry Engineering (THY) átvette a ChemChina Szanmingban lévő üzemét, amely fröccsöntőgépeket gyárt a kínai piac számára.
2018 novemberében a vállalat zsarolóprogram-támadás áldozatává vált. 2019-ben a működési részlegeket átszervezték és a következő üzleti területekbe tömörítették: fröccsöntési technológia, extrudálási technológia és reakciótechnika. A Krauss-Maffei és a Netstal márkákat egyesítették a KraussMaffei-ernyőmárka alatt, de a Netstal terméknév megmaradt. A näfelsi székhelyű Netstal-Maschinen Krauss Maffei High Performance AG néven működött tovább, amíg 2021. október 1-jén vissza nem nevezték. 2024. január 29-én a Krones AG bejelentette a Netstal megvásárlására irányuló szándékát. A Krauss-Maffei Berstorff is átkerült az ernyőmárka alá, és Krauss Maffei Extrusion GmbH néven működött tovább.
2023-ban a vállalat 90 év után elhagyta az Allachban található telephelyét, és székhelyét új helyre, a Vaterstetten település közigazgatási határain belül elhelyezkedő Parsdorftól északra található ipari parkba költöztette. 2020 elején a Krauss-Maffei bejelentette, hogy 2023-ig világszerte 510 munkahelyet szüntet meg, a legtöbbet Németországban.

## Üzleti területek és telephelyek
A KraussMaffei Technologies GmbH 2007-ben kivált az egykori Mannesmann Plastics Machinery GmbH (MPM) (1998–2007) vállalatból. A KraussMaffei csoport főbb telephelyei közé tartozik a müncheni Krauss-Maffei Kunststofftechnik GmbH, a näfelsi Netstal AG, illetve a hannoveri Berstorff. A csoport globális piacvezető a műanyag- és gumigyártó és -feldolgozó ipar gépei és rendszerei terén. A csoport három különböző feldolgozási technológiát kínál: a Netstal és a KraussMaffei márkanevek alatt fröccsöntéshez és reakciótechnológiához (poliuretántechnológia) szükséges gépeket és rendszereket, míg a KraussMaffei Berstorff márkanév alatt polimerek és gumi extrudálására szolgáló gépeket és rendszereket gyárt.
2013. november 8-án a vállalat bejelentette, hogy 2015 márciusáig bezárja treuchtlingeni üzemét, amely mintegy 150 alkalmazottat foglalkoztat, és a fröccsöntőgépek gyártását és összeszerelését Münchenbe és a szlovákiai Szucsányba helyezi át. A dolgozók heves ellenállása után 2013. november 28-án visszavonták az üzembezárást. A csoport szlovákiai üzemében kezdetben vezérlőszekrényet gyártottak, melyet alkatrészgyártás, végül pedig komplett fröccsöntőgépek összeszerelése követett. A csoporthoz tartozó további vállalatok az oberdingi KraussMaffei Automation GmbH és az einbecki Burgsmüller GmbH.
A ChemChina általi felvásárlás után az európai és a kínai telephelyeket összekapcsolták. A ChemChina a dél-kínai Szanmingban, Jijangban és Kujlinban három műanyagipari gépeket gyártó gyárat üzemeltet. A három kínai üzemet specializálták, és a termelésüket összekapcsolták a KraussMaffei Technologies gép- és rendszertechnológiájával. Szanmingban kezdetben alkatrészeket, majd később fröccsöntőgépeket gyártottak. A másik két üzem a KraussMaffei Berstorff szakértelmére építve a gumiabroncsgyártásban alkalmazott keverési technológiára összpontosult.

## Korábbi üzleti szegmensek
Az 1990-es évek közepén a Krauss-Maffei csoport függő cégeit a következő müncheni székhelyű üzemeltető társaságok irányították:
- Krauss-Maffei Wehrtechnik GmbH (védelmi technológia)
- Krauss-Maffei Verkehrstechnik GmbH (közlekedési technológia)
- Krauss-Maffei Kunststofftechnik GmbH (műanyagtechnológia)
- Krauss-Maffei Verfahrenstechnik GmbH (folyamattechnika)
- Krauss-Maffei Automationstechnik GmbH (automatizálási technológia)
- Krauss-Maffei Dienstleistung GmbH (szolgáltatóipar)

Az 1990-es években történt felvásárlások megerősítették a Krauss-Maffei műanyagtechnológiai részlegét. A vállalat portfóliója a svájci Näfelsben működő Netstal, később a hannoveri Berstorff, végül pedig a schwaigi DEMAG Kunststofftechnik csoporttal bővült. Ezek a vállalatok a Krauss-Maffei Kunststofftechnik GmbH-val kiegészülve a müncheni székhelyű Mannesmann Plastics Machinery (MPM) (1998–2007) alatt egyesültek. A Demag Plastics Group 2008-ban kivált az újonnan alakult KraussMaffei csoportból, és Sumitomo (SHI) Demag Plastics Machinery GmbH néven működött tovább.

### Védelmi technológia
A vállalat 1934-ben kezdett lánctalpas és páncélozott harci járműveket gyártásába. A második világháború alatt teljesen átállt a fegyvergyártásra, különösen a harckocsiépítésre. 1934 és 1944 között a Krauss-Maffei több mint 5800 féllánctalpas járművet szállított a német Wehrmachtnak. Ezenkívül a Zahnradfabrik Friedrichshafen (ZF) (1939) és a Maybach-Motorenbau (1943) licence alapján megkezdődött a sebességváltók és belső égésű motorok gyártása. Az újrafegyverkezéssel együtt a védelmi technológiai ipar is újraindult. 1963-ban a Krauss-Maffei kapta meg a megbízást a Leopard harckocsisorozat gyártására (amelyet 1979-től a Leopard 2 váltott fel); 1976-ban 10 év fejlesztés után megkezdődött a Gepard önjáró légvédelmi gépágyú gyártása. 1983-ban a védelmi ágazat részesedése több mint 1,7 milliárd német márka volt, azonban 1987-re alig több mint 800 millió német márkára apadt. Mivel a polgári üzletágak veszteségesek voltak, ezért azokat önálló korlátolt felelősségű társaságokba szervezték ki, melyeket a Krauss-Maffei AG felügyelt.
Miután a Mannesmann felvásárolta a Kraus-Maffeit, 1999-ben eladta a védelmi ágazatának 51%-át a kasseli székhelyű Wegmann & Co. kisebb, családi vállalkozásnak, és a Krauss-Maffei Wehrtechnik GmbH-ból Krauss-Maffei Wegmann GmbH lett. A Wegmann és a Krauss-Maffei közötti együttműködés évtizedekkel az egyesülés előtt is működött; a Wegmann többek között számos Krauss-Maffei-harckocsihoz szállított lövegtornyokat. Az alapharckocsik mellett a vállalat harckocsicsaládja páncélozott műszaki járműveket, légvédelmi, tüzérségi, felderítő és páncélozott szállítójárműveket is tartalmazott. A Siemens 2010-ben eladta a KMW fennmaradó 49%-át a Wegmann csoportnak.

### Közlekedési technológia: buszgyártás és speciális járművek

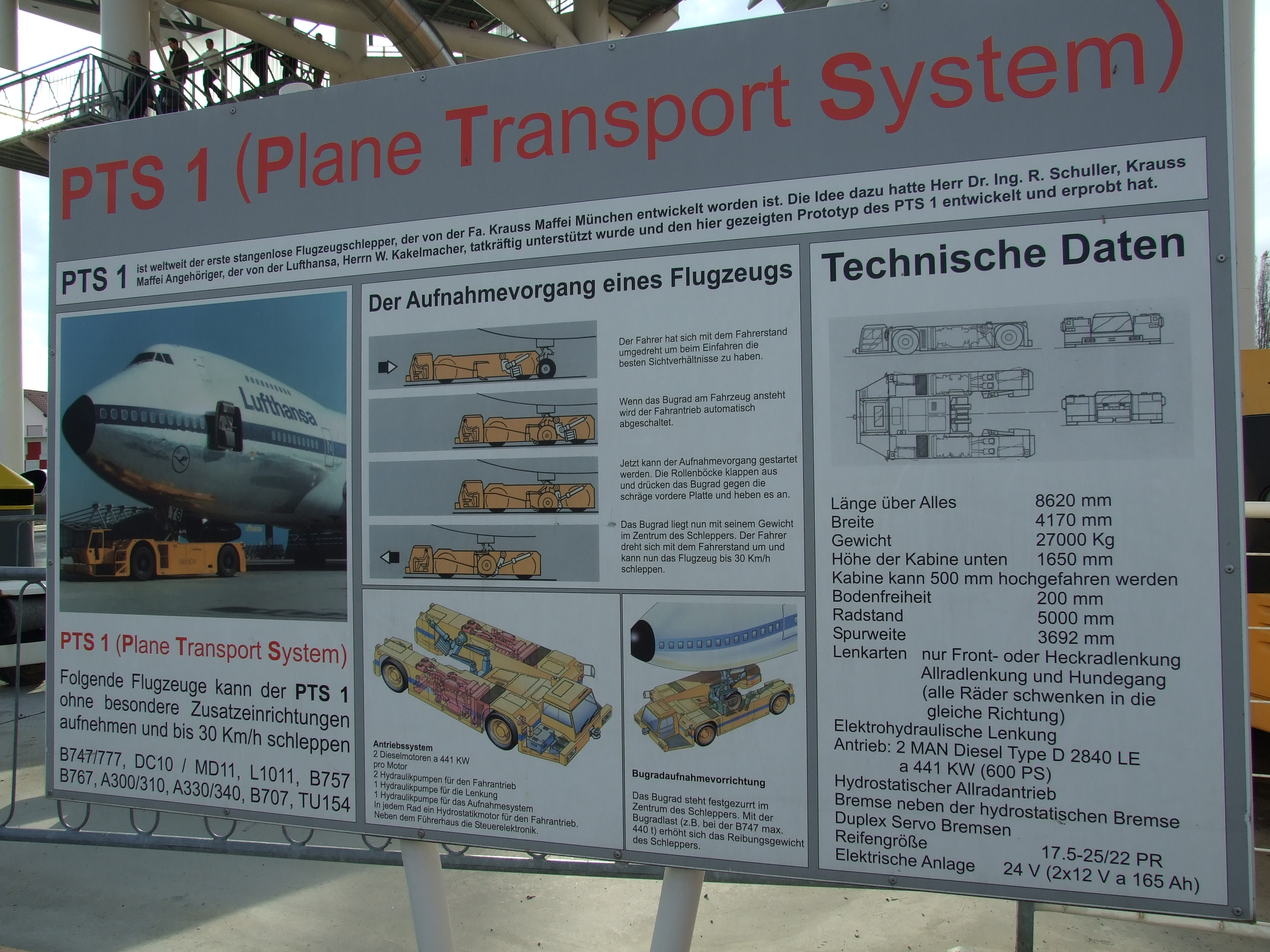
A PTS 1 repülőgépvontatót bemutató információs tábla a Technik-Museum Speyerben

Az amerikai megszálló erők által a második világháború után megrendelt autóbuszok gyártásához a Krauss-Maffei az elsőkerék-hajtású, hátsó motorral szerelt autóbusz konstrukcióját választotta, amellyel korábban Németországban csak a Pekol (1938) próbálkozott. 1946. február 19-én került sor a teljes egészében saját gyártású prototípus első próbaútjára, amelyet a licenc alapján gyártott 6,2 literes, hathengeres, 130 metrikus lóerő teljesítményű Maybach HL 64 TUK motorral szereltek. A járművet 1946 őszétől szállították KMO 130 típusjelzéssel. A rendkívül nehézkes anyagbeszerzés miatt a számos megrendelésből (1947. január 20-ig 190) csak néhányat tudtak teljesíteni. A helyzet csak az 1948-as valutareform után javult.
A Krauss-Maffei kezdetben csak az alvázak építésére szorítkozott, míg a felépítményeket főként a müncheni Waggonfabrik Josef Rathgeber, majd 1948-tól más karosszériaépítők, például a Kässbohrer Fahrzeugwerke gyártotta. 1949-től az alvázakat egyre gyakrabban szerelték fel saját gyártású felépítménnyel, mint például a Német Szövetségi Posta számára kifejlesztett KMO 131 típusjelzésű postakocsik esetében is. 1950-ben KMO 133 típusjelzéssel megindult a vállalat első saját felépítménnyel szerelt autóbuszának sorozatgyártása. 1950-ben a Krauss-Maffei gyártotta az első német autóbuszt automata sebességváltóval, melybe a Voith vállalat „Diwabus 200 D” típusú váltóját szerelték. A vállalat ebben az évben gyártotta le az első saját motorját is, egy hathengeres kétütemű dízelmotort, amely a KMD 6 jelölést kapta. A Krauss-Maffei a Lufthansának PTS 1 típusjelöléssel repülőgépvontatót is gyártott.

### Közlekedési technológia: vasúti járművek

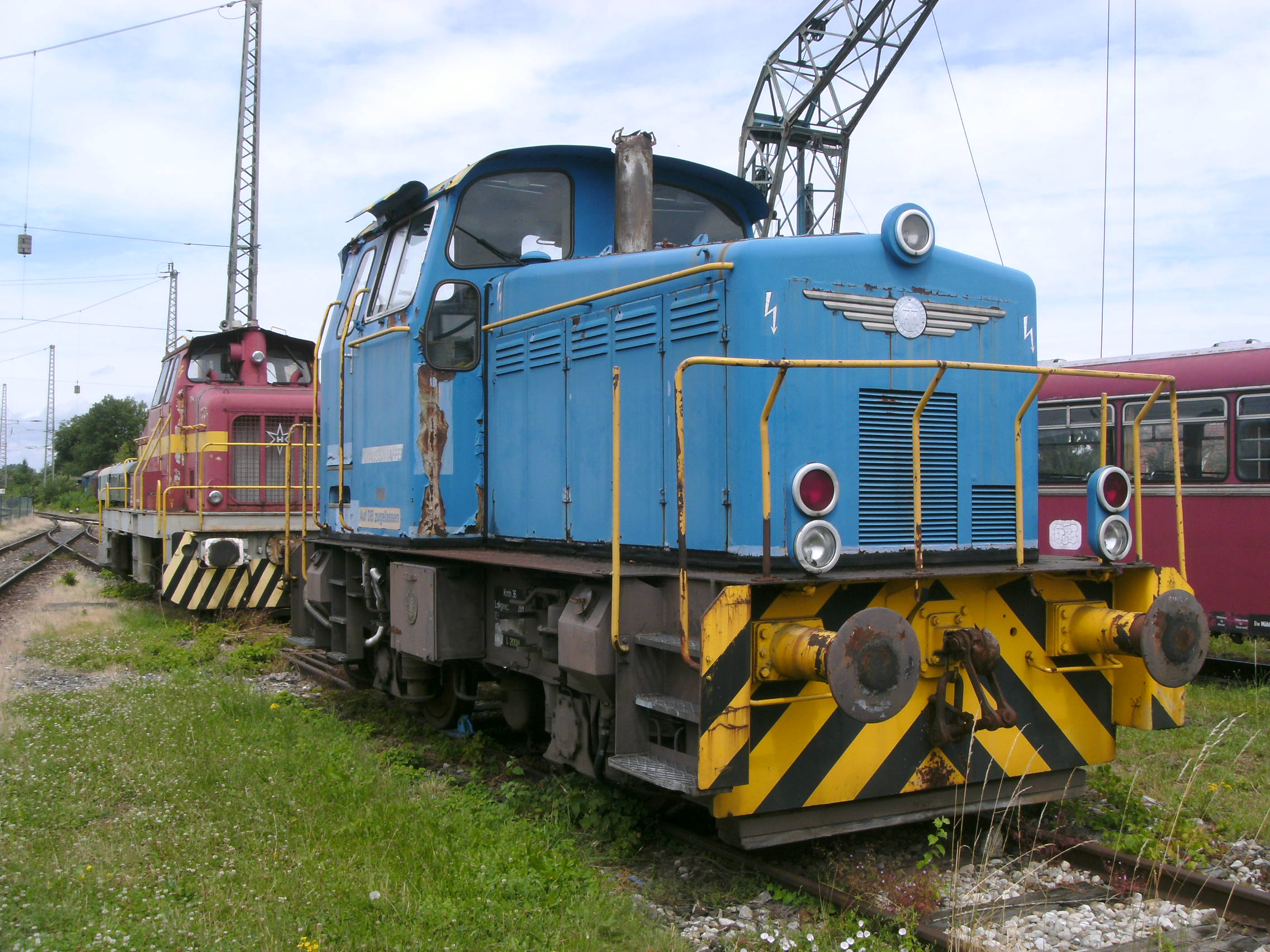
Egy 1965-ben gyártott M 250 B típusú mozdony a nördlingeni Bayerisches Eisenbahnmuseumban

A Krauss-Maffei legfőbb tevékenysége a vasúti járművek gyártása volt. A J.A. Maffei Mozdony- és Gépgyár által 1838-ban alapított allachi mozdonygyár a világ legrégebben alapított, a 2020-as években is működő vasútijármű-gyára. Itt kezdetben gőzmozdonyokat építettek. 1909-ben, a Bádeni Államvasút részére kezdődtek meg az első villamosmozdony gyártására tett erőfeszítések, ehhez az elektromos berendezéseket a Siemens-Schuckertwerke szállította. Dízelmozdonyokat is építettek. Az utolsó Krauss-Maffei-gőzmozdony, a Deutsche Bundesbahn 65 018 pályaszámú gépe 1956. április 3-án indult próbaútra.
Az 1970-es években a Krauss-Maffei részt vett a Transrapid lebegővasút fejlesztésében is. A gyár területén a Transrapid 02 és a Transrapid 03 számára egy 900 méter, míg a Transrapid 04 számára egy 2400 méter hosszuságú tesztpályát építettek. Mindkét vonalat az 1980-as évek elején lebontották, miután a Transrapid-projekt kereskedelmileg nem bizonyult sikeresnek. 1987-ben elkészült a Transrapid 07 prototípusa, melyhez a Krauss-Maffei a felépítményeket szállított. A gépet 1988-ban Emslandban teszteltek. A 07 után a Krauss-Maffei kiszállt Transrapid-projektből.
1985-től a Krauss-Maffei részt vett az ICE 1-vonófejek építésében. A Krauss-Maffei Verkehrstechnik GmbH-t 1999-ben átnevezték Siemens Krauss-Maffei Lokomotiven GmbH-ra, majd 2001 óta teljes mértékben beolvadt a Siemens AG-ba. 2010-ben a München-Allach-i mozdonygyár mintegy 200 mozdonyt gyártott le, mindegyik elkészítése körülbelül három hónapot vett igénybe. Az allachi mozdonygyár 1920-as években történt megépítése óta 2015-ig mintegy 22 000 mozdonyt szállított le. 2015-ben mintegy 80 mozdonyt gyártottak itt.

### Folyamattechnika
A Krauss-Maffei termékpalettáján a vegyipari, gyógyszeripari, műanyagipari, környezetvédelmi, alapanyag- és élelmiszeripari centrifugák, szárítók, szűrők és elkülönítő berendezések is szerepeltek. Ezeket a tevékenységeket kezdetben a vierkircheni székhelyű KMV GmbH leányvállalat végezte, melyet később beolvasztottak az Andritz-csoportba. A KMV nem használhatta a teljes Krauss-Maffei nevet, csak a KM rövidítést, melyet a folyamattechnikát jelölő V (Verfahrenstechnik) betűvel egészítettek ki, mivel a védjegyjogok a Krauss-Maffei AG-tól a Krauss-Maffei Kunststofftechnik GmbH-ra szálltak át.

### Automatizálási technológia
Az automatizálási technológia részleg volt felelős a Krauss-Maffei-csoport automatizálási és vezérlőrendszerekkel kapcsolatos tevékenységeiért. A részleg a műanyagtechnológia szempontjából fontos elektromos alkatrészeket és a kapcsolószekrényet épített.

### Szolgáltatóipar
A csoportot Krauss-Maffei Dienstleistung GmbH név alatt egy informatikai feladatokra összpontosító szolgáltatóipari cég is kiegészítette.

## Fordítás
- Ez a szócikk részben vagy egészben  a   Krauss-Maffei című német Wikipédia-szócikk ezen változatának fordításán alapul.  Az eredeti cikk szerkesztőit annak laptörténete sorolja fel. Ez a jelzés csupán a megfogalmazás eredetét és a szerzői jogokat jelzi, nem szolgál a cikkben szereplő információk forrásmegjelöléseként.